# Венкстерн, Александра Алексеевна
Александра Алексеевна Венкстерн (псевдоним А. В. Стерн) (1843—1914) — русская писательница.

## Биография
Из дворянской семьи. Отец, помещик Орловской губернии — потомок шведского офицера на русской службе. Внучатая племянница П. Я. Чаадаева.
Встреча с Н. Д. Хвощинской поощрила Венкстерн к литературной деятельности. Первый её рассказ, «Ландыши», появился за подписью А. В. в «Газете Гатцука» (1880). С 1885 года сотрудничала в «Ниве», «Русском обозрении» и других журналах. Отдельно вышли: «Три повести», «Брак по любви», «Очнулась».